# Чонджон (10-й правитель Корьо)
Чонджон (кор. 정종, 靖宗, Jeongjong, Chŏngjong; 31 серпня 1018 — 24 червня 1046) — корейський правитель, десятий володар Корьо.
Посмертні титули — Хонхьо аний канхон йон'ьоль  Йонхе-теван  .